# قبرستان کرفه
قبرستان کرفه مربوط به دوران پیش از تاریخ ایران باستان است و در شهرستان پل‌دختر، روستای پران پرویز واقع شده و این اثر در تاریخ ۱۰ مهر ۱۳۸۰ با شمارهٔ ثبت ۴۰۷۷ به‌عنوان یکی از آثار ملی ایران به ثبت رسیده است.